# ドゥラン
ドゥラン(スペイン語：Durán)は、エクアドル南西部のグアヤス県の都市。
2010年の人口は23万839人で、同国6位。
ドゥラン西岸でダウレ川とババオヨ川が合流してグアヤス川になる。
対岸には最大都市のグアヤキルが有り、橋で繋がっている。
中心部はエロイ・アルファロ区。
これは1906年～1911年に大統領を務めたエロイ・アルファロに因む。
同国初の乗換駅でもある。

## 人口
- 1982年11月28日：5万1023人
- 1990年11月25日：8万2359人
- 2001年11月25日：17万4531人
- 2010年11月28日：23万839人